# 焦作市博物館
焦作市博物館是中華人民共和國河南省焦作市的一個博物館，1965年4月成立。館名由郭沫若題字。焦作市博物館原本位於焦作市人民公園內，1996年遷至建設中路萬方立交橋東側。新館面積24325平方米，建築面積10500平方米。館藏文物有漢代青銅器、東漢大型彩繪陶倉樓和元代雜劇俑。

## 图集

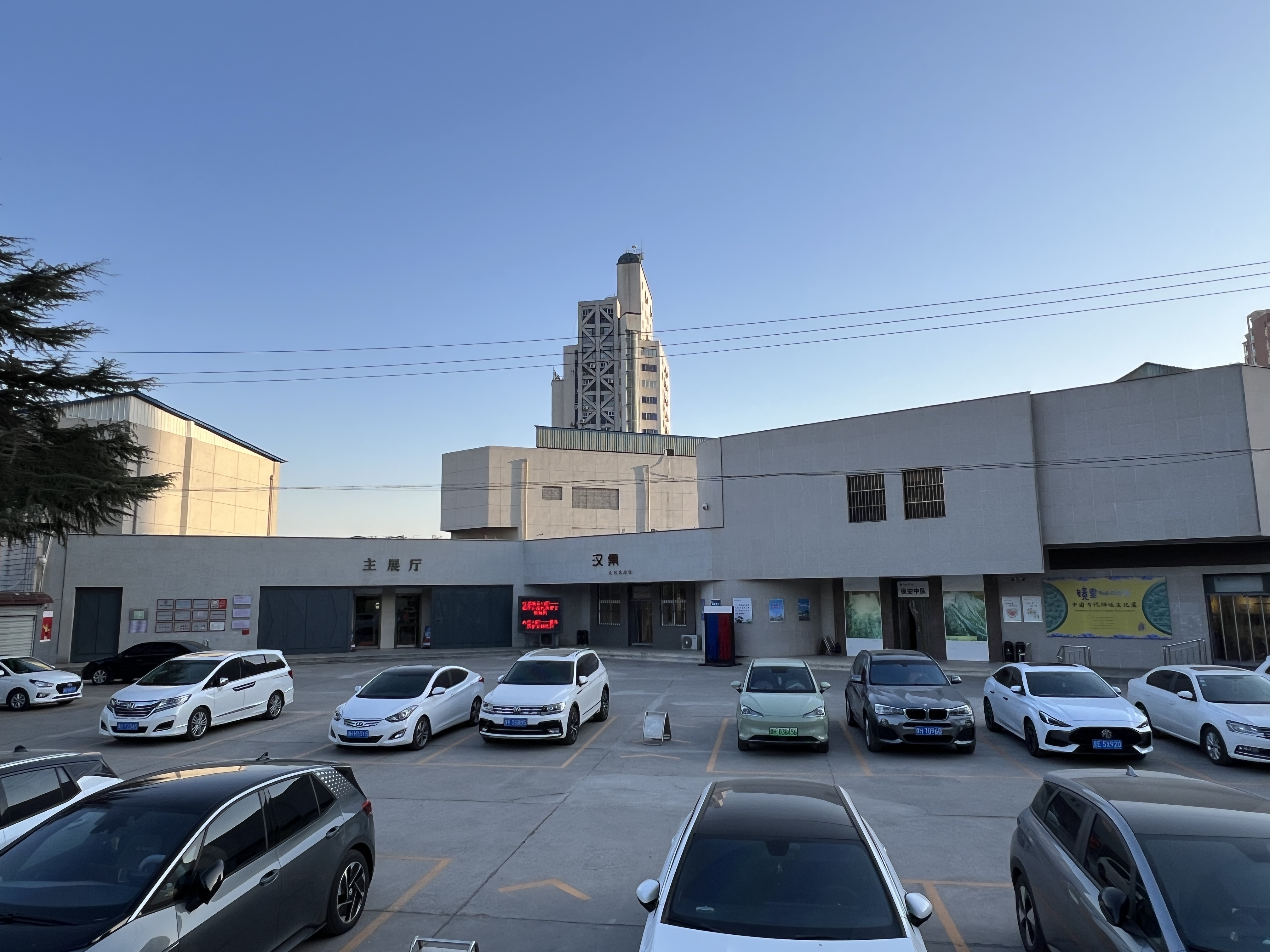
馆舍
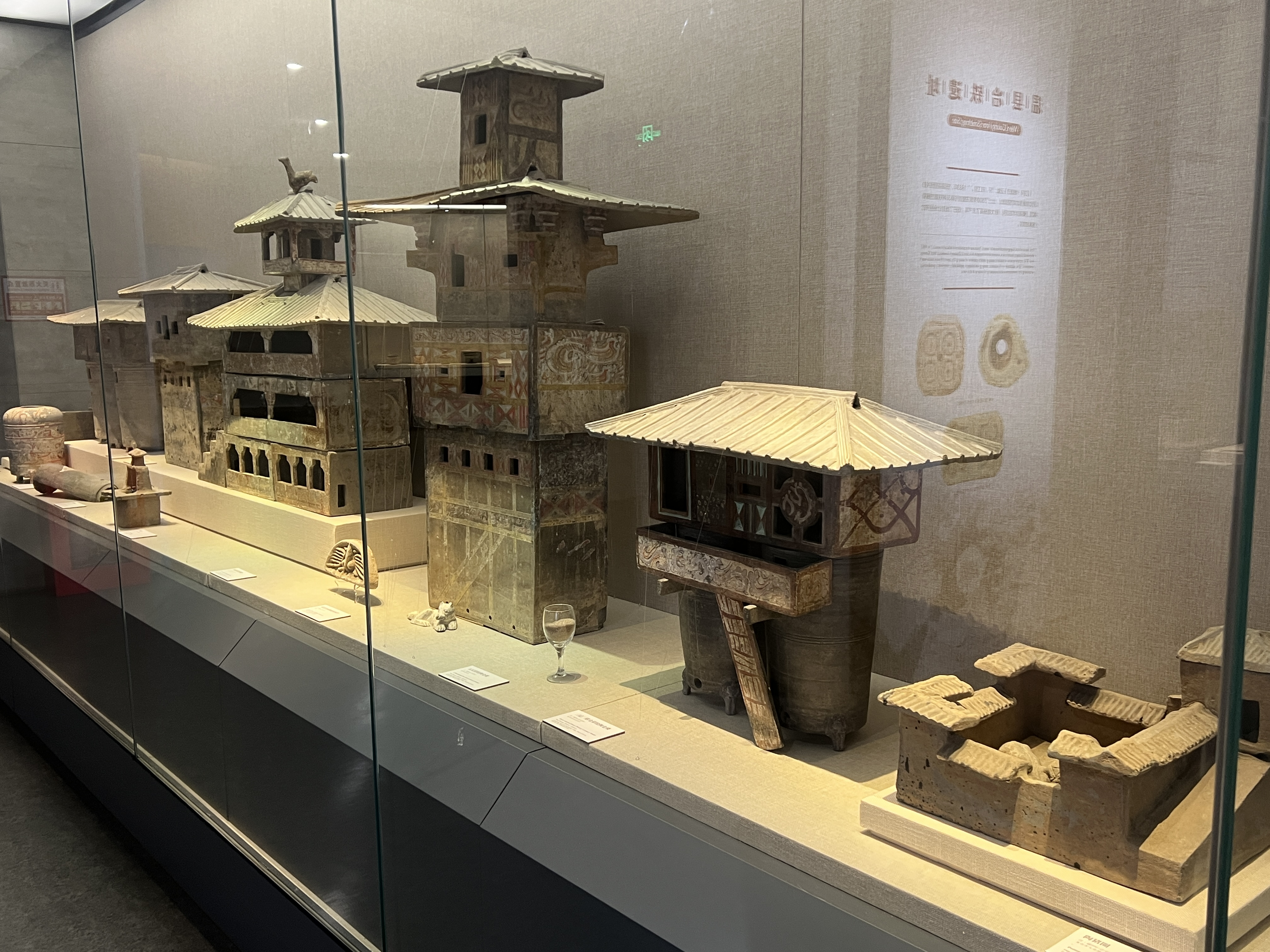
陶楼
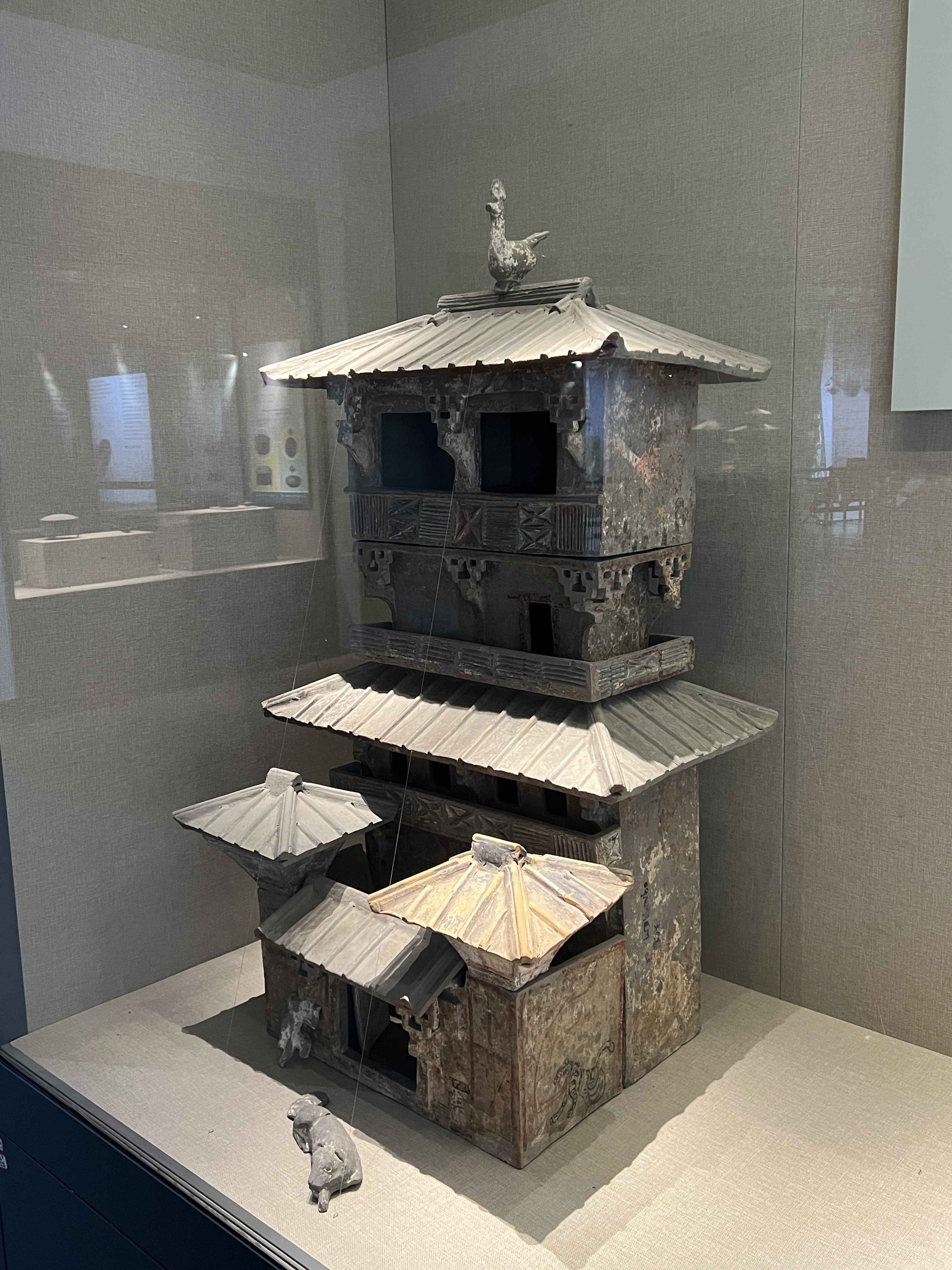
陶楼
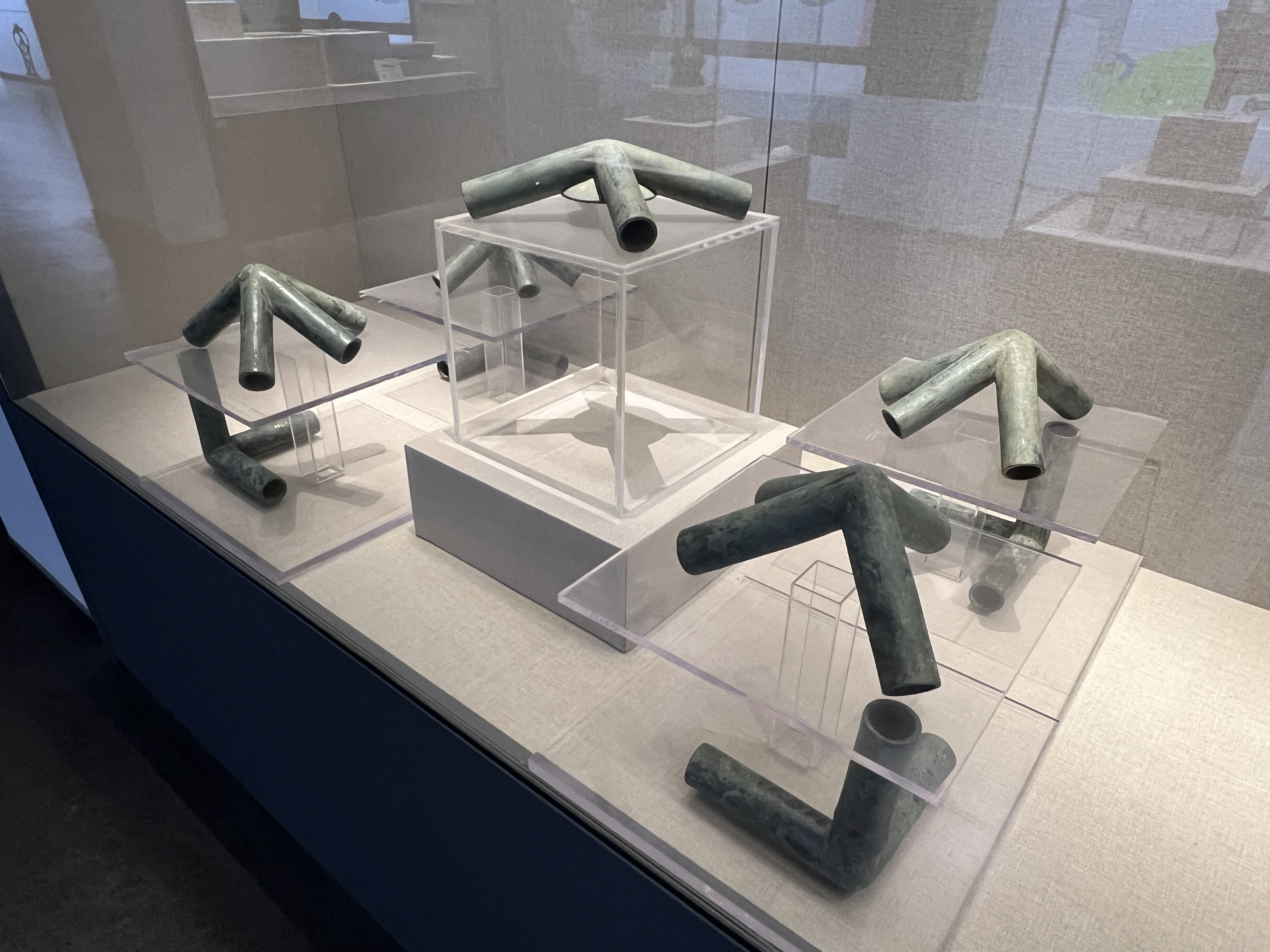
帐构
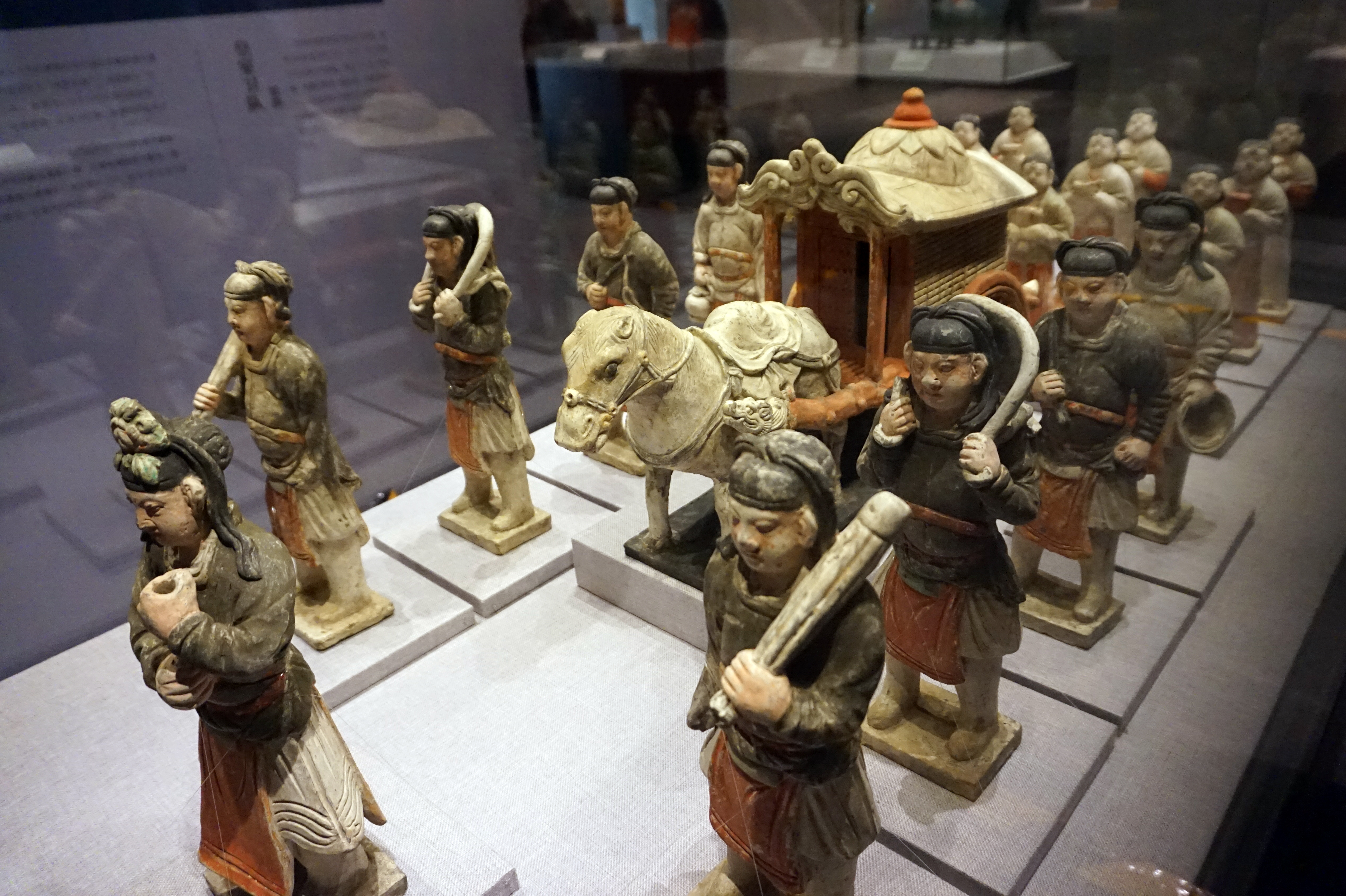
元仪仗俑
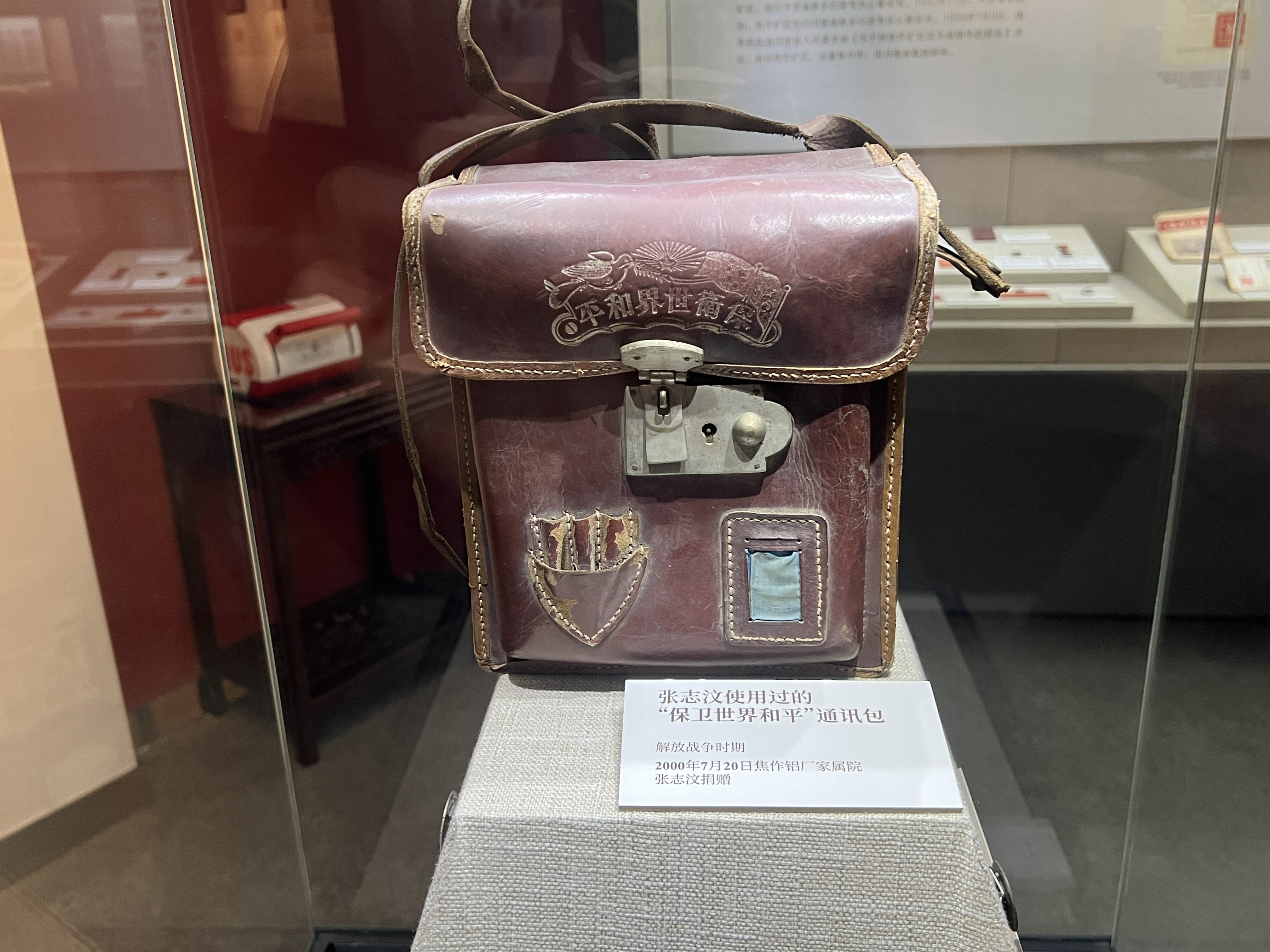
"保卫世界和平"皮包